# Andrea Parker (Musikerin)
Andrea Parker (* 2. April 1969) ist eine britische Musikerin (Cello, Sängerin), Musikproduzentin im Bereich des 80er-Jahre-Electro, DJ und Inhaberin des Labels Touchin' Bass.
Aufgewachsen ist sie in Yalding, Kent. Sie produziert experimentelle elektronische Musik, mit einer Spannweite von Trip-Hop-Beats über Downtempo bis düsterem Ambient. Obgleich Cello-Spielerin, wurde Parker maßgeblich von Pionieren der elektronischen Musik wie Art of Noise oder Jean Michel Jarre beeinflusst. Ihr Debüt-Album Kiss My Arp, eine Hommage an die klassischen Synthesizer von ARP Instruments, wurde 1999 beim legendären Hip-Hop Label Mo’ Wax veröffentlicht. Der Elektronik-Produzent David Morley, bisher stets ein wichtiger Bestandteil ihres musikalischen Outputs, fungierte unter anderem als Co-writer. Nahezu sämtliche Studioaufnahmen von Andrea Parker erfolgten in dessen Studio in Deutschland bzw. Belgien.

## Diskografie (Auswahl)
- Melodious Thunk (EP; 1995)
- DJ-Kicks (Mix-Album; 1998)[1]
- Kiss My Arp (1999)
- The Dark Ages (EP; 2001)
- Here's One I Made Earlier (Compilation; 2007)